# Induratia apiospora
Induratia apiospora — вид грибів, що належить до монотипового роду  Induratia.